# بطولة تونس لألعاب القوى 1976
بطولة تونس لألعاب القوى 1976 هو الدورة 21 من بطولة تونس لألعاب القوى.

فاز بهذا الموسم الزيتونة الرياضية.

## روابط خارجية
- الموقع الرسمي للجامعة التونسية لألعاب القوى.